# ONE (groupe)
 (janvier 2025).
Si vous disposez d'ouvrages ou d'articles de référence ou si vous connaissez des sites web de qualité traitant du thème abordé ici, merci de compléter l'article en donnant les références utiles à sa vérifiabilité et en les liant à la section « Notes et références ».
Pour les articles homonymes, voir One.
ONE est un boys band gréco-chypriote formé en 1999 par le compositeur gréco-chypriote Giórgos Theofánous (en), qui a composé toutes les chansons et écrit toutes les paroles du groupe.
Ils collaborent avec la maison de disques Minos EMI.
Le groupe est formé par Constantínos Christofórou, Demetres Koutsavlakis, Philippos Constantinos, Argyris Nastopoulos et Panos Tserpes.
En 2003, Christophórou quitte le groupe, qui se sépare peu après. Durant leurs 6 ans d'existence, ils rencontrent un certain succès commercial, obtiennent plusieurs disques de platine, et montent sur scène avec plusieurs chanteurs grecs connus[Lesquels ?].
Le groupe se reforme au début de l'année 2020.

## Histoire
En juillet 1999 sort leur premier single, leur album suivant en octobre.
À la fin de l'année 2001, la télévision nationale chypriote CyBC leur demande de participer à l'Eurovision 2002. Ils acceptent et Giórgos Theofánous (en) écrit la chanson Gimme (en) pour l'occasion. Les chœurs sont enregistrés par Christina Argyri, qui faisait partie du duo Voice (de), ayant représenté Chypre au Concours Eurovision de la chanson 2000. ONE termine à la 6e place du concours et rencontre le succès à Chypre et en Grèce. Il s'agissait là de la deuxième participation de Christofórou à l'Eurovision, puisqu'il avait déjà représenté Chypre à l'Eurovision 1996 avec la chanson Móno yia mas.